# Gabinete Dufaure III
O Gabinete Dufaure III foi o ministério formado por Jules Dufaure em 23 de fevereiro de 1876 e dissolvido em 09 de março do mesmo ano. Foi o 7º gabinete da Terceira República Francesa, sendo antecedido pelo Gabinete Buffet e sucedido pelo Gabinete Dufaure IV.

## Contexto
Em fevereiro de 1876, Jules Dufaure foi nomeado Vice-presidente do Conselho de Ministros pela terceira vez, dando continuidade à política republicana de seus gabinetes anteriores. Contudo, sua direção agora se tornou mais conservadora, opondo-se aos radicais da Assembleia Nacional Francesa e abortando toda e qualquer proposta de anistia para os communards da Comuna de Paris.
Jules Dufaure foi reconduzido ao cargo após uma breve reformulação de seu gabinete em 09 de março de 1876.

## Composição
- Presidente da República: Patrice de Mac-Mahon
- Vice-presidente do Conselho de Ministros: Jules Dufaure
- Ministro dos Estrangeiros: Louis Decazes
- Ministro da Justiça: Jules Dufaure
- Ministro do Interior: Jules Dufaure (interino)
- Ministro da Guerra: Ernest Courtot de Cissey
- Ministro das Finanças: Léon Say
- Ministro da Marinha e das Colônias: Louis Raymond de Montaignac de Chauvance
- Ministro da Instrução Pública, Belas Artes e Cultos: Henri Wallon
- Ministro das Obras Públicas: Eugène Caillaux
- Ministro da Agricultura e do Comércio: Camille de Meaux

## Realizações
- Suspensão do estado de sítio nos últimos quatro departamentos onde ele permanecia.
- Moralização do recrutamento de magistrados, com a instituição de concursos, com base em parecer do Conselho de Estado francês.